# Beach Park
Beach Park és una població dels Estats Units a l'estat d'Illinois. Segons el cens del 2000 tenia 10.072 habitants.

## Demografia
Segons el cens del 2000, Beach Park tenia 10.072 habitants, 3.636 habitatges, i 2.727 famílies. La densitat de població era de 605,7 habitants/km².
Dels 3.636 habitatges en un 36,3% hi vivien nens de menys de 18 anys, en un 60,7% hi vivien parelles casades, en un 10,8% dones solteres, i en un 25% no eren unitats familiars. En el 20,5% dels habitatges hi vivien persones soles el 6,7% de les quals corresponia a persones de 65 anys o més que vivien soles. El nombre mitjà de persones vivint en cada habitatge era de 2,77 i el nombre mitjà de persones que vivien en cada família era de 3,21.
Per edats la població es repartia de la següent manera: un 27% tenia menys de 18 anys, un 7,7% entre 18 i 24, un 29,9% entre 25 i 44, un 25,1% de 45 a 60 i un 10,2% 65 anys o més.
L'edat mediana era de 37 anys. Per cada 100 dones de 18 o més anys hi havia 96,3 homes.
La renda mediana per habitatge era de 56.553 $ i la renda mediana per família de 65.064 $. Els homes tenien una renda mediana de 42.982 $ mentre que les dones 32.412 $. La renda per capita de la població era de 23.803 $. Aproximadament el 3,5% de les famílies i el 3,7% de la població estaven per davall del llindar de pobresa.

## Poblacions properes
El següent diagrama mostra les poblacions més properes.